# Schweizer Minderheit in Chile

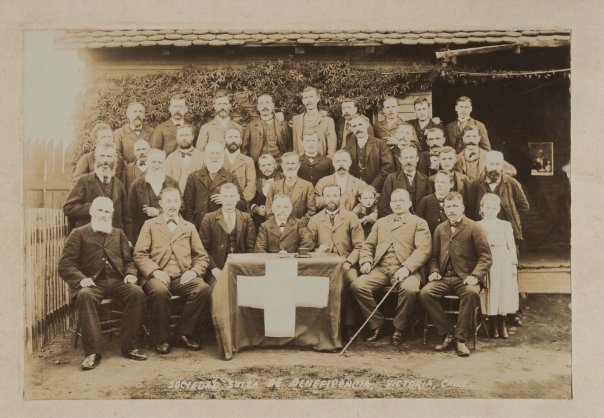
Schweizerische Wohltätigkeitsgesellschaft von Victoria

Die Schweizer Minderheit in Chile besteht hauptsächlich aus den Nachfahren von Einwanderern aus der Schweizerischen Eidgenossenschaft, die sich Ende des 19. Jahrhunderts – im Rahmen der europäischen Besiedlung der Region – ganz überwiegend in der historischen Region Araukanien im Süden des Andenstaates niederließen. Aufgrund ihrer geografischen Gegebenheiten wird die Gegend sowie die südlich anschließende Seenlandschaft auch die «Chilenische Schweiz» genannt. Chile ist nach Argentinien das zweitgrösste Land südamerikanische Land in Bezug auf die Anzahl der Schweizer Nachkommen (vollständige oder teilweise Abstammung).

## Geschichte

### 19. Jahrhundert
Im Jahr 1883 annektierte die Republik Chile die bis dahin noch nicht einverleibte Region Araukanien. Die Regierung hatte ab Mitte des 19. Jahrhunderts beschlossen, die dünn besiedelten Gebiete des Landes zu urbanisieren und industriell oder landwirtschaftlich stärker zu nutzen. Daher gab es Besiedlungs- und Anwerbeprogramme, die deutsche Siedler nach Chile holten. Diese Strategie wurde auch auf die Regionen von Los Ríos und nördlich von Los Lagos ausgeweitet. Durch die chilenische Generalagentur für Kolonisation wurden Kolonisationsagenten in die Schweiz entsandt, um Kontingente von gebildeten Schweizer Bürgern mit den körperlichen Fähigkeiten zur Durchführung der erforderlichen Aufgaben zusammenzustellen. Die Schweizer Siedler verhalfen etlichen noch jungen Städten zum Aufschwung wie Traiguén, Victoria, Purén, Ercilla, Galvarino, Pitrufquén und Los Sauces, die eine beträchtliche Anzahl von Einwanderern schweizerischer Herkunft aufnahmen. Viele der Nachkommen verloren später ihre Schweizer Staatsangehörigkeit und galten als Chilenen mit Schweizer Abstammung (ähnlich wie die Deutschstämmigen) und sehen sich auch heute so, ohne Staatsbürgerschaftskonflikte.
Die Schweizer Siedler in Araukanien leisteten wichtige Beiträge zur städtischen und industriellen Entwicklung der Region sowie zur Gründung der ersten Schulen, Krankenhäuser, Feuerwachen und anderer Institutionen. Weil in dieser Region Einwanderer aus verschiedenen europäischen Ländern lebten, wurden mitunter die Schweizer mit den deutschen, französischen oder italienischen Einwanderern verwechselt. Während Rosario Montt de Etter berichtet, dass das Zusammenleben der europäischen Siedler mit den Kreolen, den indigenen Mapuche sowie Nachfahren von Kreolen und Mapuche weitestgehend konfliktfrei gewesen sein soll, verweist Alberto Dufey Castro auf Konflikte um Territorien und ländliche Besitztümer zwischen den verschiedenen Bewohnern der Region.

### 20. Jahrhundert

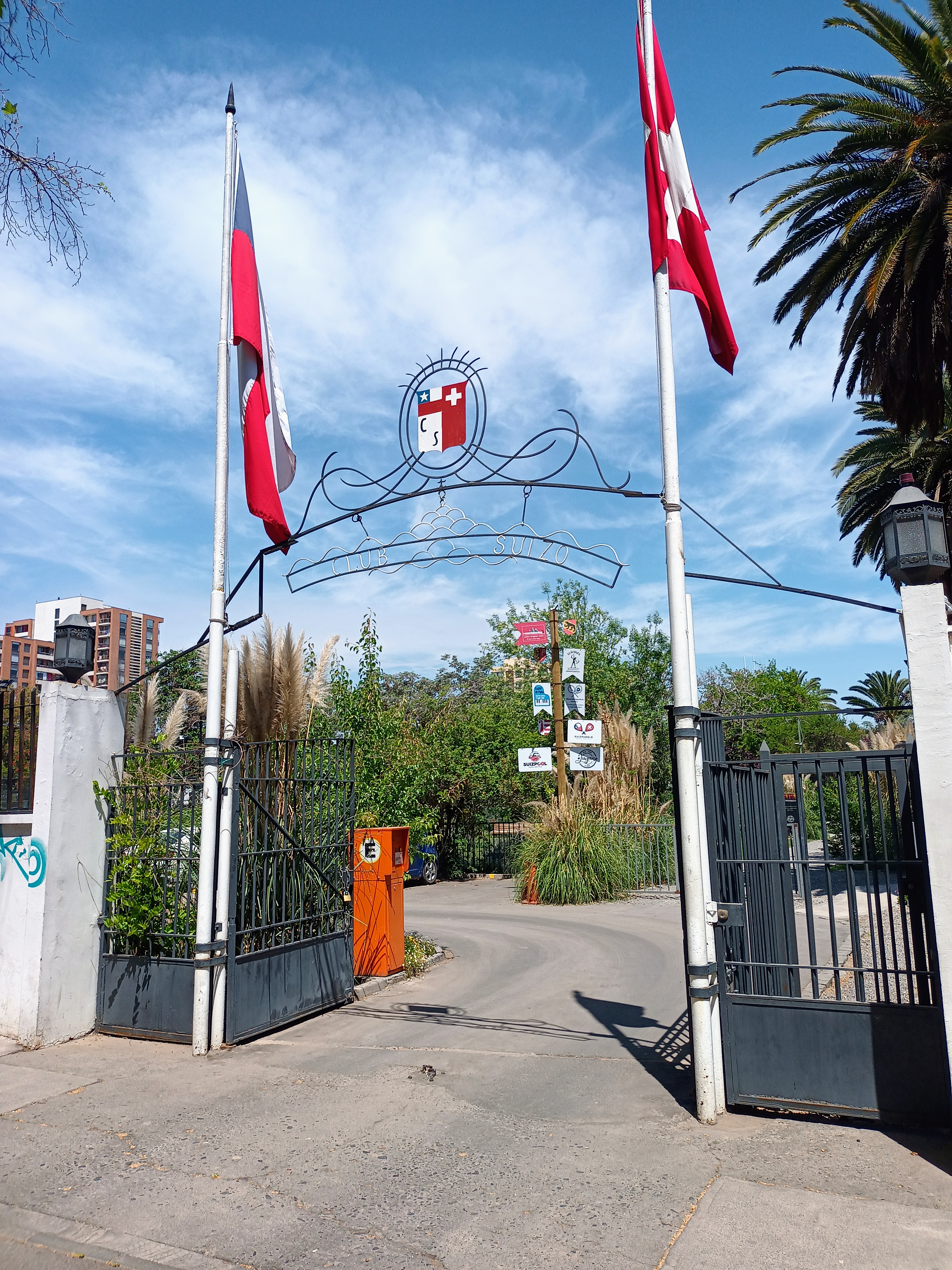
Haupteingang zum Schweizer Klub Santiago

1910 und anlässlich der Gedenkfeierlichkeiten zum 100. Jahrestag der Unabhängigkeit der Republik Chile schenkte die Schweizer Gemeinde der Stadt Santiago ein Denkmal namens Schweizer Löwe.
1939 wurde die Schweizerschule Santiago in der Kommune Ñuñoa gegründet, die älteste in ganz Lateinamerika. Neben der Bildungseinrichtung wurde der Schweizer Klub (span. Club Suizo) gegründet, ein Sport- und Gesellschaftsverein zur Verbreitung der Schweizer Kultur in der chilenischen Hauptstadt.